# Сульич, Асмир
Асми́р Су́льич (босн. Asmir Suljić; 11 сентября 1991, Сребреница, Социалистическая Республика Босния и Герцеговина, СФРЮ) — боснийский футболист, полузащитник и нападающий клуба «Вележ».

## Клубная карьера
20 августа 2020 года подписал контракт с клубом «Маккаби» Петах-Тиква. 30 августа 2020 года в матче против клуба «Маккаби» Тель-Авив дебютировал в чемпионате Израиля.
18 января 2021 года перешёл в «Диошдьёр».
31 января 2022 года стал игроком боснийского клуба «Сараево».
15 февраля 2023 года подписал контракт с клубом «Тобол» Костанай.

## Карьера в сборной
7 сентября 2012 года дебютировал за сборную Боснии и Герцеговины до 21 года в матче со сборной Греции до 21 года (4:0), выйдя на замену на 74-й минуте вместо Неманьи Билбии.

## Клубная статистика
| Игровая карьера | Игровая карьера | Игровая карьера | Лига | Лига | Кубок | Кубок | Межд. | Межд. | Др. | Др. |
| --------------- | --------------- | --------------- | ---- | ---- | ----- | ----- | ----- | ----- | --- | --- |
| 2020/21         | Диошдьёр        | А               | 17   | 3    | 1     | 0     | —     | —     | —   | —   |
| 2021/22         | Диошдьёр        | А               | 5    | 0    | —     | —     | —     | —     | —   | —   |
| 2021/22         | Сараево         | А               | 12   | 5    | 5     | 0     | —     | —     | —   | —   |
| 2022/23         | Сараево         | А               | 14   | 0    | —     | —     | —     | —     | —   | —   |
| 2023            | Тобол           | А               | 14   | 0    | 6     | 1     | —     | —     | —   | —   |